# Ferenc Sipos
Ferenc Sipos (Budapest, 13 dicembre 1932 – Budapest, 17 marzo 1997) è stato un calciatore ungherese, di ruolo centrocampista.

## Palmarès

### Club

#### Competizioni nazionali
- Campionato ungherese: 1

MTK Budapest: 1957-1958
- Coppa d'Ungheria: 1

Honved: 1964

#### Competizioni internazionali
- Coppa Mitropa: 1

MTK Budapest: 1963